# العلاقات البالاوية التشيلية
العلاقات البالاوية التشيلية هي العلاقات الثنائية التي تجمع بين بالاو وتشيلي.

## مقارنة بين البلدين
هذه مقارنة عامة ومرجعية للدولتين:
| وجه المقارنة                                              | بالاو                         | تشيلي                         |
| --------------------------------------------------------- | ----------------------------- | ----------------------------- |
| المساحة (كم2)                                             | 465                           | 756.10 ألف                    |
| عدد السكان (نسمة)                                         | 21.73 ألف                     | 17.37 مليون                   |
| الكثافة السكانية (ن./كم²)                                 | 4.67 ألف                      | 22.97                         |
| العاصمة                                                   | نغيرولمود، كورور              | سانتياغو                      |
| اللغة الرسمية                                             | لغة إنجليزية، اللغة البالاوية | اللغة الإسبانية               |
| العملة                                                    | دولار أمريكي                  | بيزو تشيلي، وحدة حساب تشيلية ‏ |
| الناتج المحلي الإجمالي (بليون دولار)                      | 291.54 مليون                  | 277.08 مليار                  |
| الناتج المحلي الإجمالي (تعادل القوة الشرائية) بليون دولار | 326.12 مليون                  | 419.39 مليار                  |
| الناتج المحلي الإجمالي الاسمي للفرد دولار أمريكي          | 13.50 ألف                     | 13.42 ألف                     |
| الناتج المحلي الإجمالي للفرد دولار أمريكي                 | 14.76 ألف                     | 22.07 ألف                     |
| مؤشر التنمية البشرية                                      | 0.780                         | 0.832                         |
| رمز المكالمات الدولي                                      | +680                          | +56                           |
| رمز الإنترنت                                              | .pw                           | .cl                           |
| المنطقة الزمنية                                           | ت ع م+09:00                   | 00، 00، 00، 00                |

## منظمات دولية مشتركة
يشترك البلدان في عضوية مجموعة من المنظمات الدولية، منها:
| علم المنظمة | اسم المنظمة                        | تاريخ انضمام بالاو | تاريخ انضمام تشيلي |
| ----------- | ---------------------------------- | ------------------ | ------------------ |
|             | مؤسسة التنمية الدولية              | 16 ديسمبر 1997     | 30 ديسمبر 1960     |
|             | الأمم المتحدة                      | 15 ديسمبر 1994     | 24 أكتوبر 1945     |
|             | منظمة حظر الأسلحة الكيميائية       | ?                  | ?                  |
|             | مؤسسة التمويل الدولية              | 16 ديسمبر 1997     | 15 أبريل 1957      |
|             | وكالة ضمان الاستثمار متعدد الأطراف | 16 ديسمبر 1997     | 12 أبريل 1988      |
|             | يونسكو                             | 20 سبتمبر 1999     | 7 يوليو 1953       |
|             | البنك الدولي للإنشاء والتعمير      | 16 ديسمبر 1997     | 31 ديسمبر 1945     |

## وصلات خارجية
- موقع وزارة الخارجية التشيلية